# Opposition aux mesures de lutte contre la pandémie de Covid-19

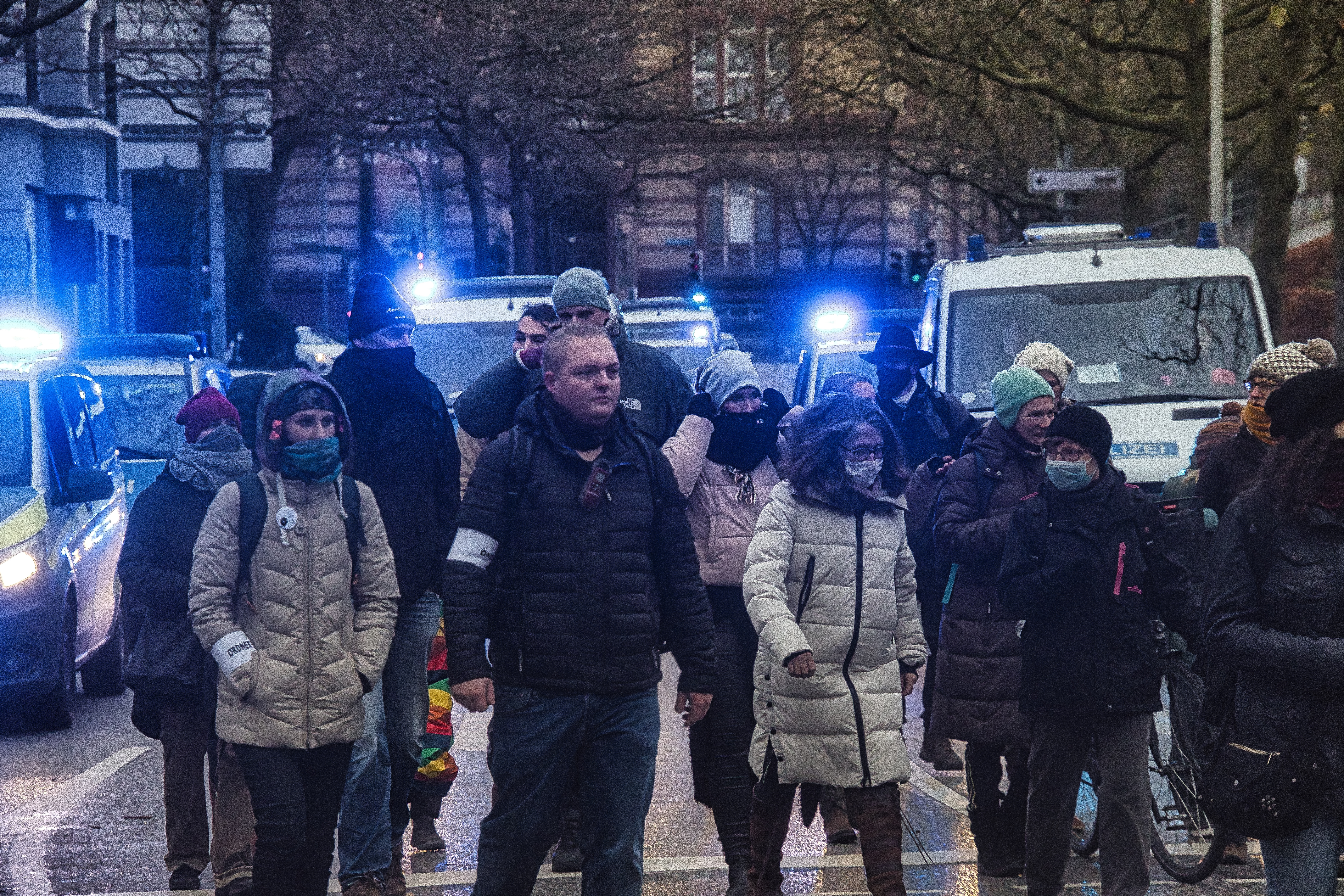
Manifestation contre les mesures sanitaires à Kiel.

Différents mouvements d'opposition aux mesures de lutte contre la pandémie de Covid-19 ont vu le jour dans divers pays du monde.
Ces mouvements s'opposent notamment à l'obligation du port du masque, aux mesures de confinement, de couvre-feu et aux obligations ou quasi-obligations vaccinales, ou sont coronasceptiques.
Ils s'organisent autour d'actions variées : manifestations, pétitions, grèves, recours en justice ou désobéissance civile.

## Opposition au port du masque

### Contexte
Le port du masque pendant la pandémie de Covid-19 a été recommandé par divers organismes de santé publique avec des débats pour savoir dans quelles conditions ces masques doivent être portés. Les masques ont fait l'objet de pénuries avant de devenir obligatoires dans certains territoires.
Les arguments d'opposition au port du masque sont différents selon les pays.
Un parallèle est tiré avec la ligue anti-masque de San Francisco lors de la pandémie de grippe espagnole de 1918.
Selon la radio française RFI, ce mouvement contre les masques a été lancé par des groupes « habitués du complotisme et des fausses nouvelles ».

### Critiques
En août 2020, le Dr Martin Blachier, spécialiste en épidémiologie, estime que le masque en extérieur est un « principe de précaution inutile ». Des effets indésirables ont pu être constatés par le Dr Brigitte Milpied, dermatologue au CHU de Bordeaux, pour les personnes contraintes de les porter sur de longues périodes. Dans un entretien publié sur le site du journal Sciences et Avenir, elle précise qu'au-delà de six heures, la peau de la personne masquée peut souffrir.
Des personnes souffrant de handicap ont demandé qu'un masque adapté (visière faciale ou masque transparent) soit distribué ou commercialisé afin de pouvoir continuer à communiquer (l'usage de la LSV oblige également l'utilisation des lèvres). Le gouvernement français a répondu à cette demande en favorisant leur production.
L'ethnologue Anne Monjaret, enseignante à l’école des hautes études en sciences sociales et chercheuse au CNRS considère que le masque entraînerait une forme de perte de l'intimité. Pour le sociologue David Le Breton, le masque défigure le lien social : « Nous perdons notre singularité, mais aussi une partie du plaisir de se regarder ».
Le 12 août 2020, un communiqué, émis auprès de l'AFP par la Confédération des petites et moyennes entreprises (CPME), explique que ce syndicat patronal est opposé à un durcissement des règles sur le port du masque dans les entreprises dans ces termes : « Imposer le port du masque de manière systématique et en toutes circonstances dans toutes les entreprises semblerait à l'heure actuelle excessif. »
Les associations de motards s'opposent au port du masque car la buée créée sur la visière du masque crée selon elles de la dangerosité en altérant la visibilité.
En France, Jean-Paul Brighelli, de même que des collectifs de parents,,, dénoncent les dégâts causés par l'obligation faite aux enfants de 6 à 10 ans de porter un masque à l'école à partir de septembre 2020.

### Analyse politique
Emmanuel Hirsch, professeur d'éthique médicale à l'université Paris-Saclay, considère que le refus du port du masque n'est pas lié à une négligence, mais à un discrédit vis-à-vis de l'autorité publique et de l'État. Pour lui, il s'agit d'un acte politique qui conteste la gouvernance de la crise sanitaire. En particulier, ce professeur n'est pas convaincu que la systématisation du port du masque aide à la responsabilisation individuelle. Il lui préfère un dialogue avec la société civile.

### Cas de la Suède

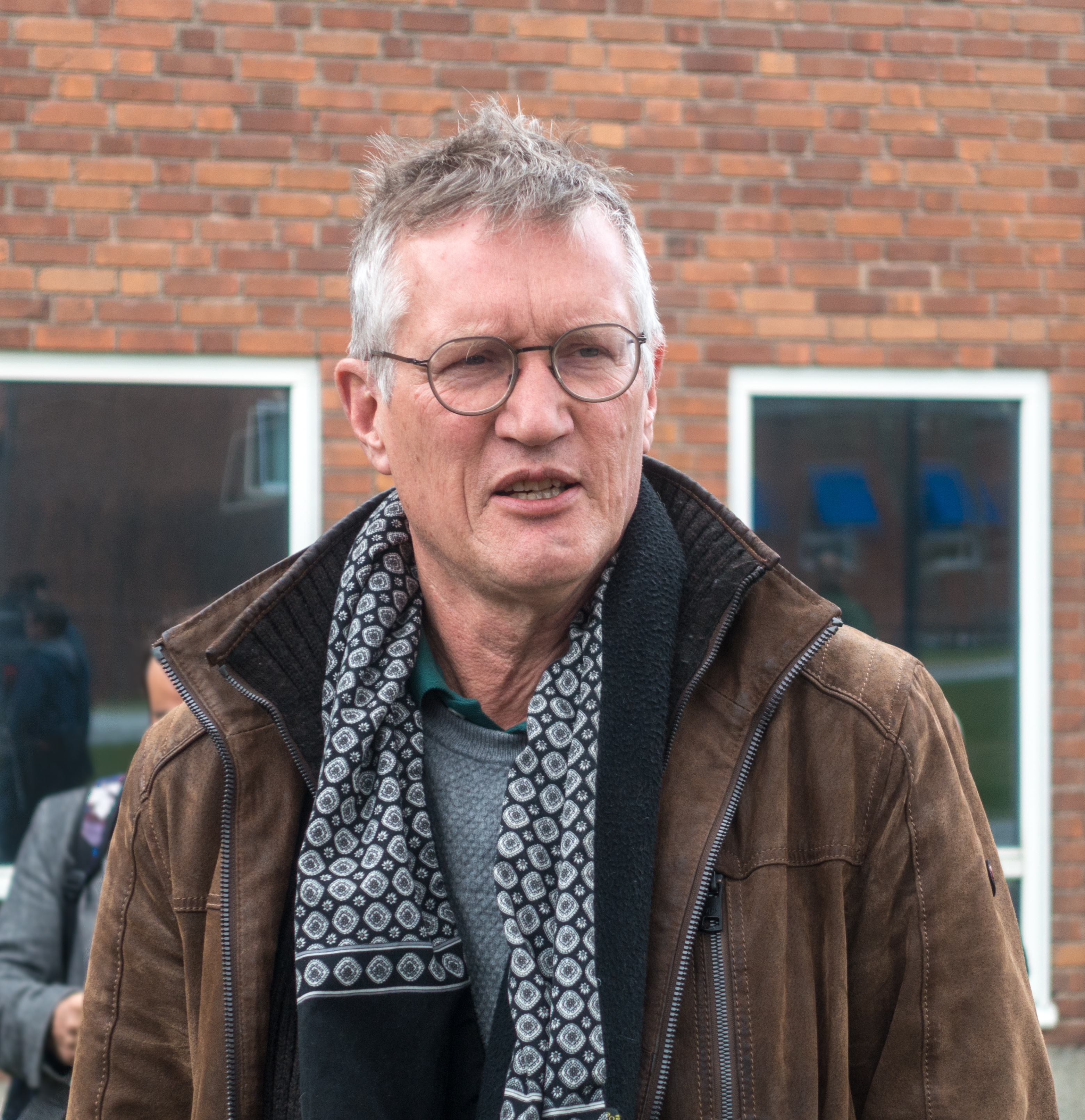
L'épidémiologiste suédois Anders Tegnell.

Au 15 août 2020, la Suède est l'un des derniers pays d’Europe à ne pas obliger, ni même conseiller à sa population de porter un masque pour se protéger contre la Covid-19. Selon l'épidémiologiste suédois Anders Tegnell, à l'origine de cette stratégie, le masque de protection ne remplirait qu'une fonction symbolique et son efficacité n'est scientifiquement pas prouvée. Il déclare cependant : « J’ai hâte que la preuve arrive ».
Toutefois le pays a fait face à deux vagues de contamination au printemps et en fin d'année 2020 sans avoir atteint l’immunité collective. Le pays a dû limiter les rassemblements de personnes.
En 2022, du fait de sa gestion de l'épidémie, la Suède comptabilise 17 000 morts liés au Covid-19 pour 10 millions d’habitants, le pays affiche un taux de mortalité légèrement inférieur à la moyenne européenne. Par rapport à ses voisins nordiques cependant, la Suède totalise entre deux et six fois plus de décès.

## Opposition à la vaccination

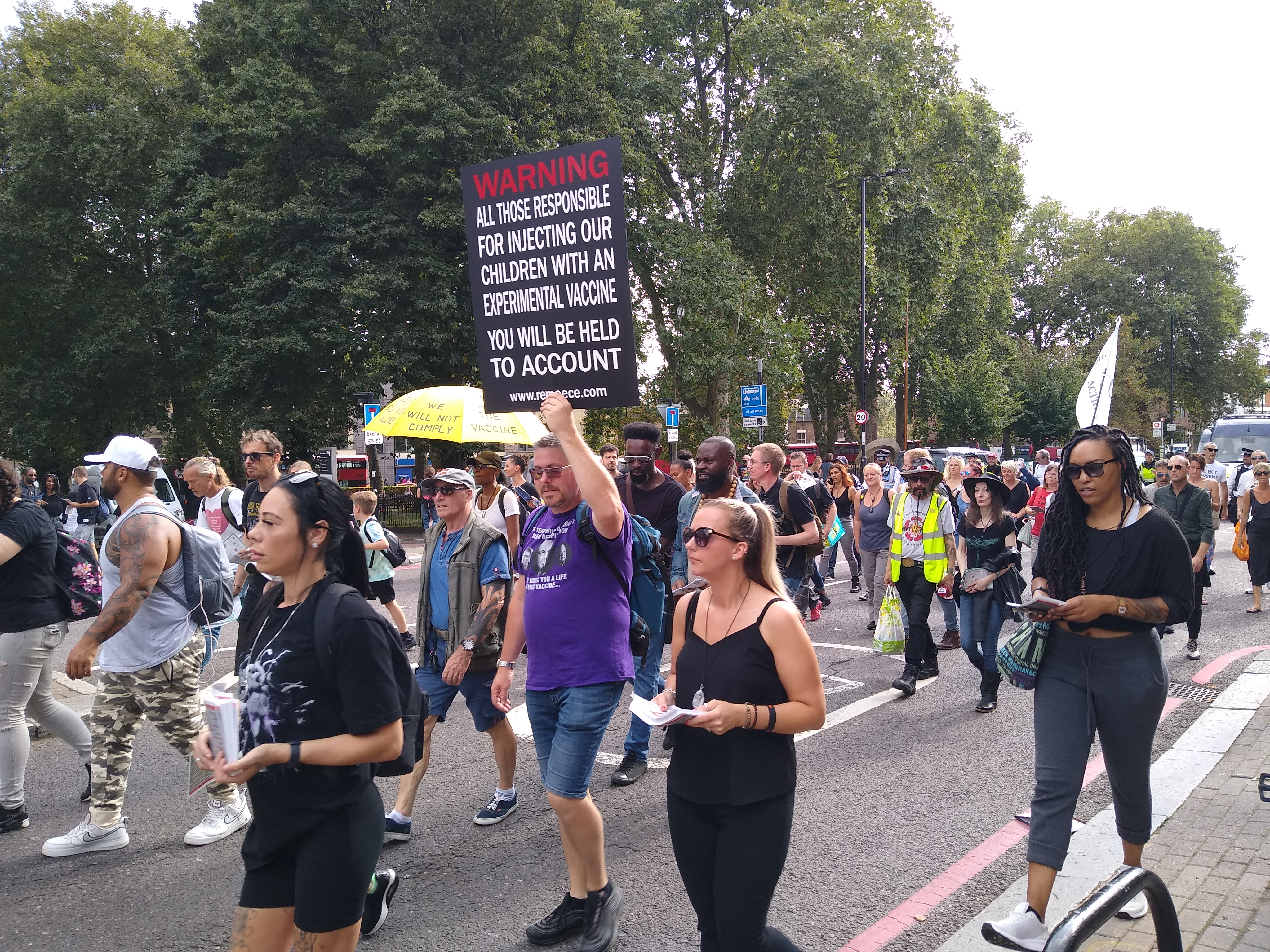
Manifestation contre la vaccination à Londres, en septembre 2021.

À partir du lancement des premières campagnes de vaccination, une partie de la population mondiale s'oppose ou reste méfiante à l'égard du vaccin contre la Covid-19. Ce groupe de personnes reste très hétérogène. Selon Christophe Benavent, professeur à l’Université Paris Ouest et à l’Université Paris Dauphine-PSL, spécialiste marketing, il se compose de trois tendances principales : les militants antivax « réfractaires » les plus radicaux nient l'utilité de la vaccination en général, et propagent la désinformation sur la pandémie, voire des théories complotistes pour justifier leur rejet, jusqu'à, pour certains, employer la violence ; les « récalcitrants », partie de la population qui reste sceptique et, sans rejeter totalement la vaccination, craint de potentiels effets secondaires qui y seraient liés, et se vaccine sous la contrainte. Enfin, une dernière catégorie, désignée comme les « procrastinateurs », s'appuie sur différentes raisons pour repousser la vaccination, mais reste possible à convaincre par des arguments scientifiques. Une part importante des critiques concerne aussi la rapidité hors norme de développement de ces vaccins, ne respectant pas les délais de tests habituels, et les technologies employées, ne correspondant plus à la définition d'un vaccin.
Pour lutter contre la défiance à l'égard de la vaccination, les autorités gouvernementales de nombreux pays mettent en place des politiques d'incitation ou de contrainte à la vaccination, telles que le passe sanitaire en Europe,.
Il est difficile d'établir un profil type des personnes opposées à la vaccination contre le virus, toutefois, en France, selon une étude sociologique publiée en 2021, cela concernerait de manière prédominante les femmes et les personnes jeunes, ainsi que les catégories sociales les plus modestes,,. Sur le plan politique, les personnes opposées à la vaccination seraient plutôt proches d'idéologies de droite radicale ou de gauche radicale, ou apartisanes,. En juillet 2021, 16 % des Français n'avaient pas l'intention de se faire vacciner.

## Dans le monde

### Allemagne

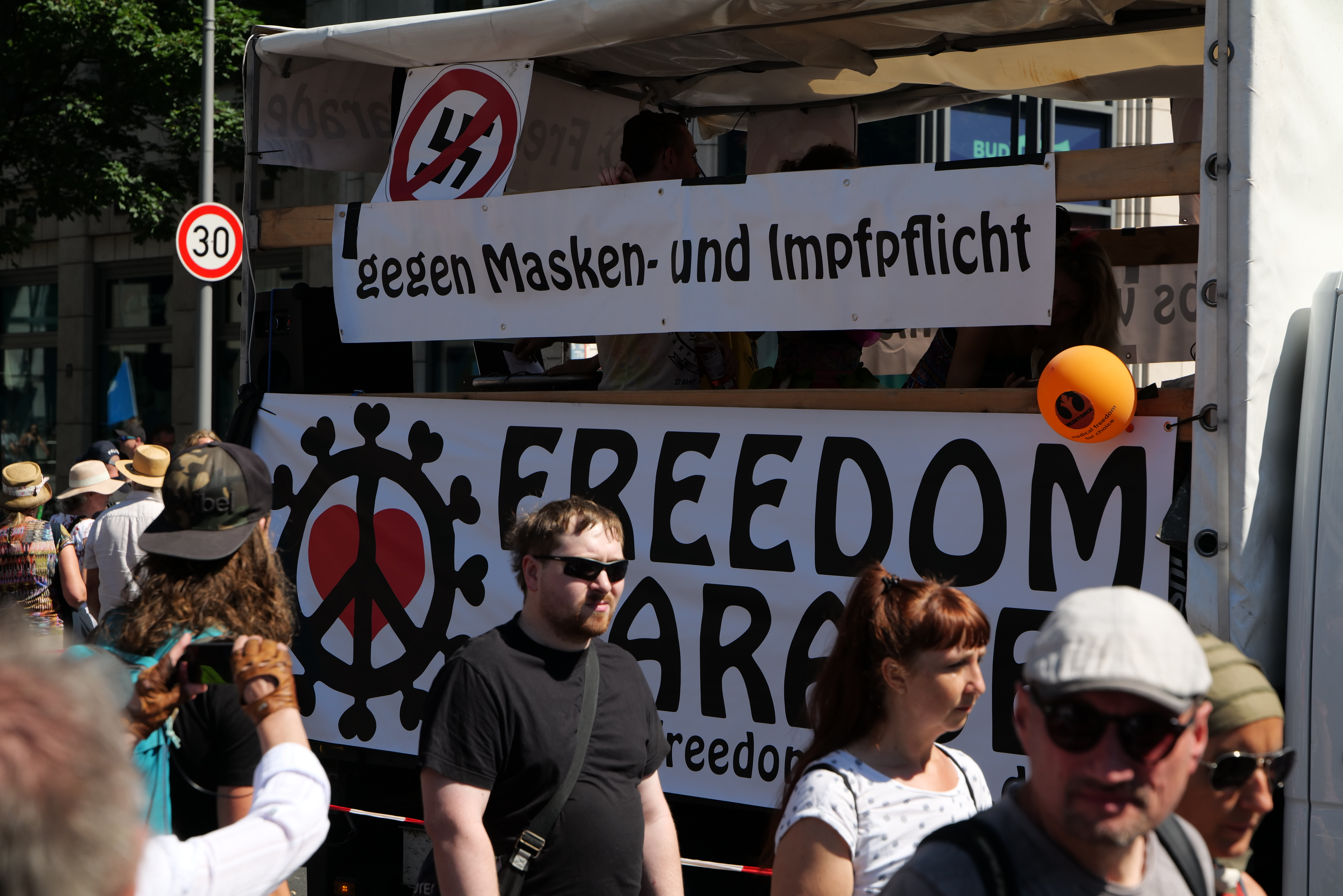
Manifestation contre le masque et la vaccination obligatoire (Imfpflicht) à Berlin le 1 août 2020.

Le 12 juillet 2020, 250 personnes répondent à l'appel de Michael Ballweg, chef d'entreprise, demeurant à Stuttgart et organisateur de ce genre de rassemblements au sein du mouvement Querdenken (« Penser différemment ») afin de défendre les droits fondamentaux contre des mesures comme le port du masque obligatoire ou le confinement.
Le 1er août, le mouvement réussit à rassembler environ 15 000 personnes à 20 000 personnes à Berlin, laquelle comprenaient des banderoles s'opposant au port du masque et à la vaccination obligatoire.

Le ministre de l'Intérieur Horst Seehofer, membre de l'Union chrétienne-sociale en Bavière (CSU), a voulu se montrer conciliant vis-à-vis des manifestants à leur égard en déclarant, lors d'une interview : 
« Bien sûr, il y a toujours des opinions différentes lorsqu'il s'agit d'empiètements sur les droits fondamentaux et de restrictions à la liberté. Mais tout d'abord, c'est normal et ensuite, à mon avis, ce n'est pas la majorité. »
Le 29 août, jusqu'à 38 000 personnes participent à une manifestation berlinoise initiée par Michael Ballweg, qui consiste à « prendre Berlin d'assaut » selon les médias sociaux et à « prendre les armes » selon la police sous le slogan « Fête de la liberté et de la paix ». Une des actions prévues consistait à faire le siège du Bundestag. La manifestation a été interdite dans un premier temps avant que le tribunal administratif ne l'autorise à condition que les organisateurs fassent respecter une distance minimale entre les manifestants, sans imposer pour autant le port du masque. Les organisateurs ayant échoué dans la mise en œuvre des mesures de distanciation physique, les autorités ont pris la décision de dissoudre la manifestation. Le même jour, plusieurs centaines de manifestants forcent les barrières de sécurité et le barrage policier pour tenter de pénétrer le palais du Reichstag.
Depuis l'été 2020, des rave parties secrètes, rassemblant parfois plusieurs milliers de personnes, sont organisées en réaction aux interdictions dues aux mesures de confinement.
Début octobre, un millier de personnes manifestent aux abords du lac de Constance, en maintenant une distance d'1,50 m.
Le week-end entre le 31 juillet et le 1er août 2021, les autorités de Berlin ont interdit à des dizaines de milliers de manifestants contre le confinement des frontières de manifester, ce que ceux-ci ont fait ; les juges du tribunal administratif de la capitale allemande avaient refusé d'autoriser 13 manifestations, dont certaines avaient été organisées par le mouvement anti-confinement Querdenken.
Le groupe des Querdenken est le principal mouvement anti-confinement en Allemagne. Il est surveillé par les services de renseignement du pays, qui craignent ses liens avec des groupes d'extrême droite et d'extrémistes. Ils affirment que la Covid-19 et les lois fédérales et régionales visant à enrayer la propagation du virus portent atteinte aux libertés des citoyens. Au sein de ce mouvement, Bodo Schiffmann est considéré comme l'une des figures de proue coronasceptique.
Les organisateurs ont déclaré que 22 500 personnes s'étaient inscrites pour participer à l'un des rassemblements.
Les fonctionnaires du tribunal ont déclaré que les manifestations étaient interdites par crainte d'une augmentation des infections à coronavirus provoquées par le variant delta.
Reiner Fuellmich s'est fait plus largement connaître en prétendant organiser un procès qu'il qualifie de « Nuremberg 2.0 » contre les mesures sanitaires, également por les entreprises la possibilité de se joindre à une action collective aux États-Unis.

### Australie

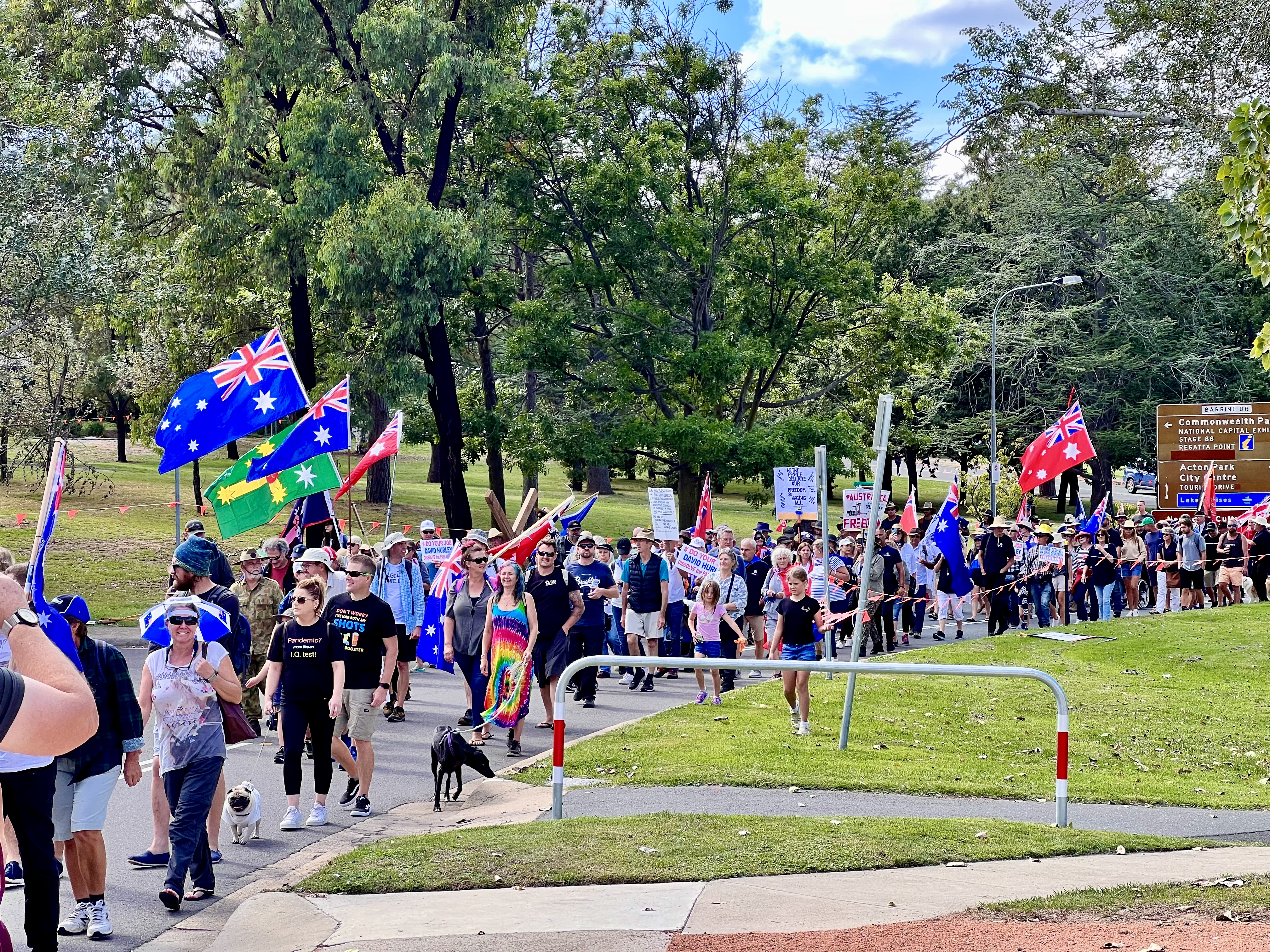
Marche anti-vaccins, Canberra, mars 2022.

La police a plaqué plusieurs hommes au sol et arrêté 14 personnes après qu'une manifestation contre le confinement et la vaccination se déroulait dans Melbourne avec environ 150 personnes, le 29 mai 2021.
Le 21 août 2021, des scènes violentes ont éclaté tout au long d'une manifestation contre le confinement à Melbourne, alors que plus de 4 000 manifestants ont affronté la police qui a fait usage de gaz lacrymogène, de gaz poivré et de balles en caoutchouc, alors que des manifestations de moindre ampleur à Sydney, Brisbane et Cairns avaient lieu. Certaines protestants ont brandi le drapeau Eureka.

### Autriche

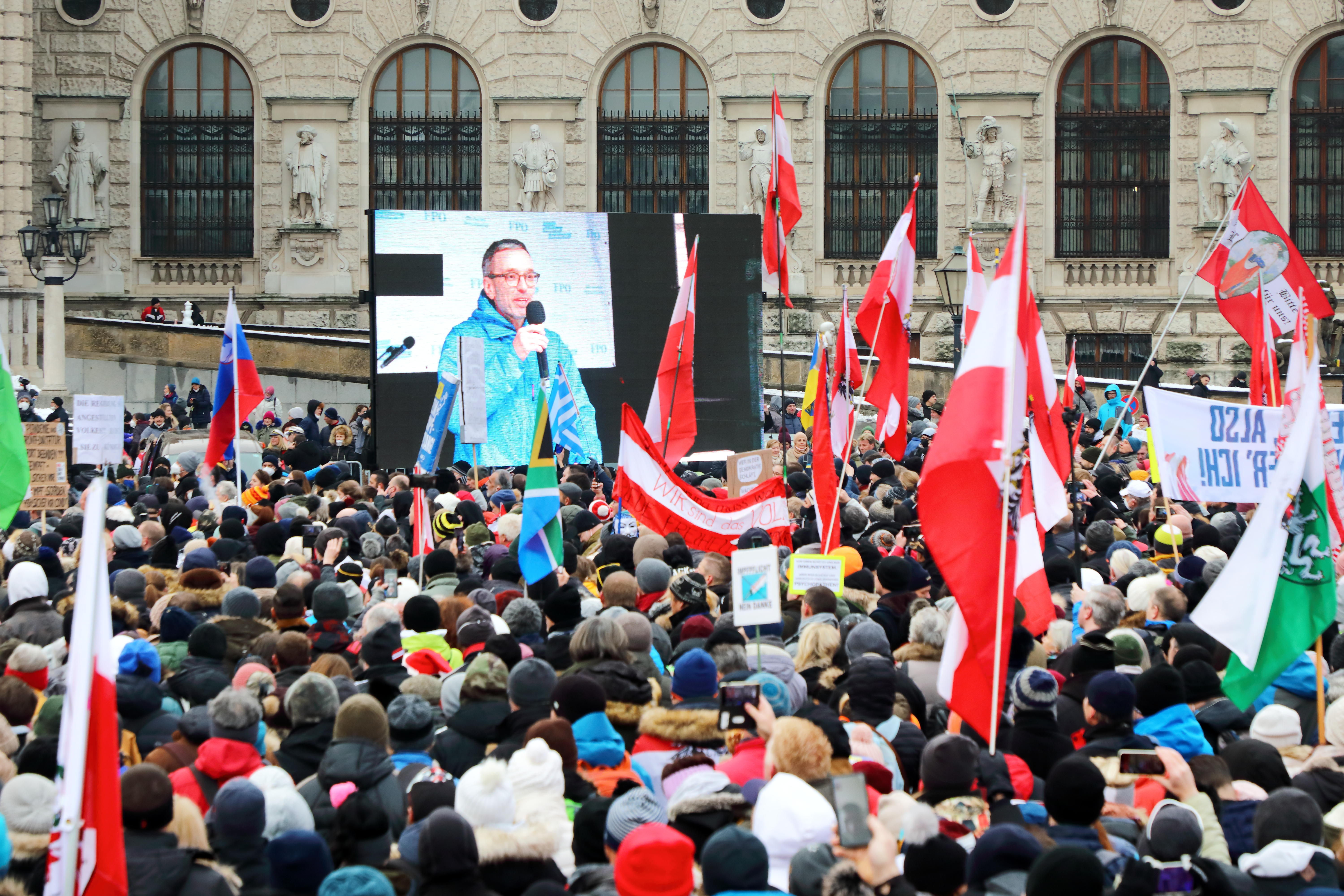
Manifestation contre le masque et la vaccination obligatoire (Imfpflicht) à Vienne le 11 décembre 2021 avec plus de 40000 manifestants.

Selon certains médias, le mouvement des « Masques blancs » (popularisé ultérieurement Belgique) serait initialement apparu en Autriche, à l'automne 2020.
Fin janvier 2021, environ 5 000 personnes ont bravé l'interdiction de défiler à Vienne pour protester contre un couvre-feu et un confinement visant à freiner la propagation de nouveaux variants du Covid-19.
La marche était organisée par le parti d'extrême droite FPOe, et de nombreux participants ont ignoré les réglementations gouvernementales sur le port de masques et la nécessité de respecter une distance minimale entre eux.
Des militants néonazis auraient fait partie de la foule, qui a refusé de se disperser et a bloqué la circulation lorsqu'elle a commencé à se diriger vers le Parlement national. La police est intervenue et a arrêté certains manifestants.

### Belgique

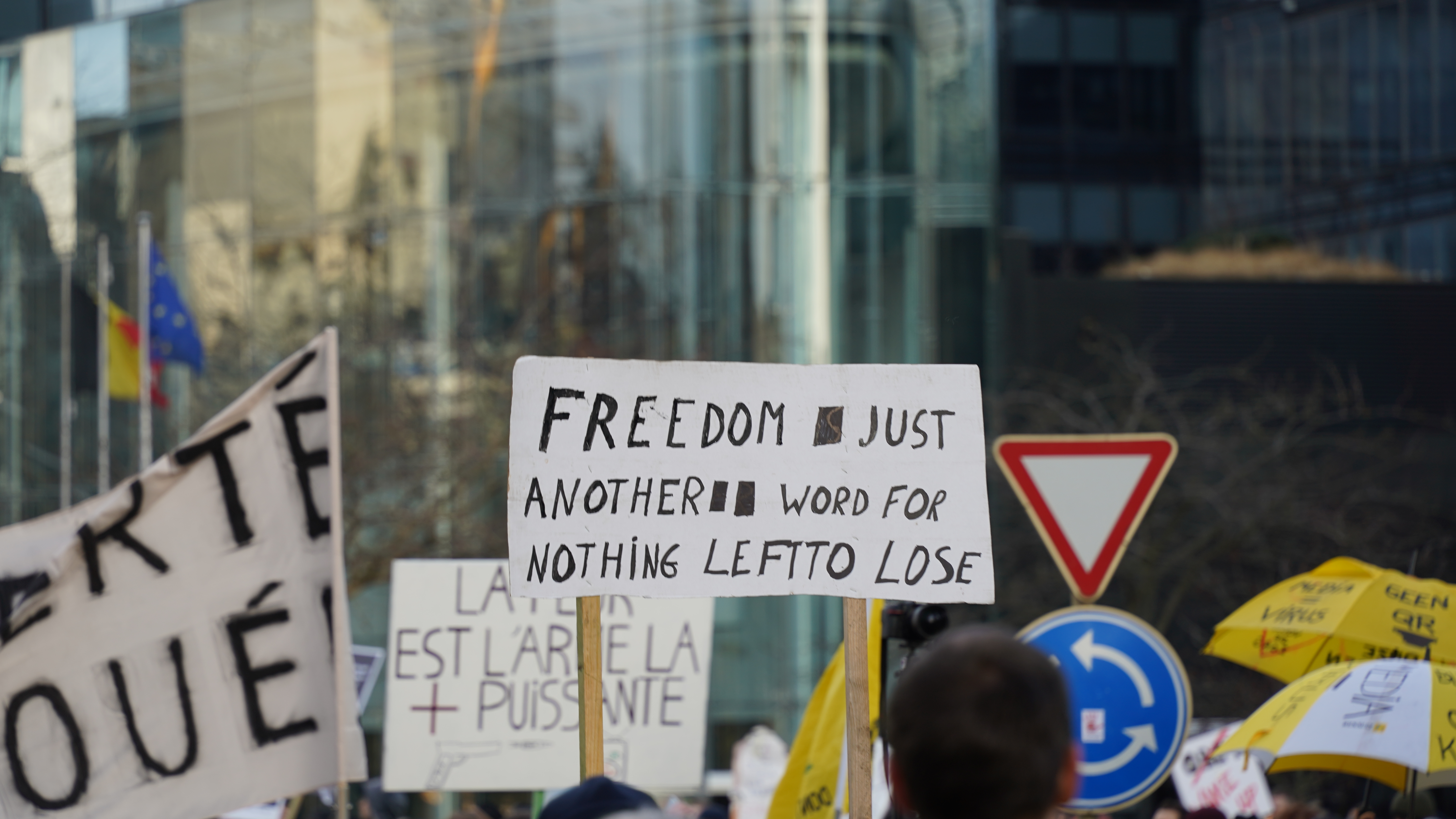
Marche pour la liberté, Bruxelles, janvier 2022.

Le 6 août 2020, la Région de Bruxelles-Capitale décide de rendre obligatoire le port du masque par l'ensemble des citoyens dans l'ensemble de l'espace public (squares, voirie, ainsi que les espaces forestiers de la ville). À la suite de cette décision, de nombreux virologues estiment que ce port généralisé du masque dans la ville pourrait susciter une perte d'adhésion au sein de la population. L'épidémiologiste et professeur de santé publique belge Yves Coppieters précise : 
« Il fallait le maintenir dans les lieux publics très fréquentés. Si l'on promène seul son chien dans un parc, porter le masque n'a aucun sens. En revanche, c'est utile dans un parc bondé où les gens piquent-niquent à moins d'1,50 m des uns des autres. »
Une association dénommée « asbl Viruswaanzin » (folie virale) organise une manifestation contre cette mesure sanitaire le 16 août à Bruxelles. Le groupe veut aussi réclamer la démission du virologue belge Marc Van Ranst à l'origine de la décision d'imposer le port du masque à toute la population.
La police de Bruxelles a déclaré le 31 janvier 2021 qu'elle avait arrêté des dizaines de personnes pour tenter d'empêcher deux manifestations interdites contre les mesures visant à freiner la propagation du coronavirus. « Nous sommes au-dessus de 200 personnes arrêtées en ce moment », principalement autour des gares de la capitale belge, a déclaré un porte-parole de la police.
En février 2021, une action menée par la chorégraphe Barbara Désirant diffusée sur les réseaux sociaux popularise le mouvement protestataire des « Masques blancs »,. Se présentant comme apolitique et non structuré, ce mouvement critique la gestion de la crise sanitaire par les autorités politiques et la couverture médiatique de ces sujets. Ne niant pas la réalité de la crise sanitaire, les membres de ce mouvement conteste être complotiste. Leurs actions se déroulent sous la forme de performance artistique (chorégraphie) dans les rues, les participants portant généralement un masque vénitien blanc et une combinaison de la même couleur. Les performances sont ensuite partagés sur différents sociaux (certaines plateformes ayant clôturés les comptes pour non-respect des règlements).
Selon certains médias, les racines du mouvement des « Masques blancs » sont en Autriche. Après s'être fait connaître en Belgique, le mouvement se diffuse dans plusieurs agglomérations françaises au printemps 2021,,. Le mouvement connaît également un certain essor en Autriche et en Allemagne. Le mouvement se poursuit jusqu'au début 2022 en France.

### Brésil
Le président de la république fédérative du Brésil Jair Bolsonaro est l'un des rares chefs d'État à s'opposer ouvertement au port du masque. À de nombreuses reprises, il tente de réduire les obligations liées au port du masque dans tous les établissements dépendant du gouvernement fédéral.

### Canada

Manifestation anti-vaccins à Québec, mai 2021.

Parmi les personnalités les plus en vue de l'opposition au Canada, on peut citer Maxime Bernier et Denis Rancourt.

#### Québec
Des manifestations anti masques ont lieu dans différentes villes. La toute première se tient à Saint-Georges, en Beauce dans la région de Chaudière-Appalaches le 18 juillet 2020. 500 personnes y participent.
Il y a par la suite une manifestation dans la ville de Québec le 26 juillet 2020. Elle sera suivie d'une manifestation à Montréal deux semaines plus tard, le 8 août 2020 oú des milliers de Québécois défilent à Québec et Montréal contre la "dictature sanitaire" avec comme icône l'actrice Lucie Laurier.
Une deuxième manifestation a lieu à Montréal le 15 août 2020, et une deuxième à Québec le 23 août 2020. Une manifestation se tient également dans la ville de Saguenay le 22 août.
Le 12 septembre, une troisième manifestation anti masque a lieu à Montréal. Il s'agit de la plus importante manifestation de ce type au Québec, avec près de 10 000 manifestants. Des milliers de personnes y participent, dont plusieurs portent des pancartes pro-Trump et pro-QAnon, en plus de drapeaux du Québec et des États-Unis.
Des personnalités émergent lors de ces manifestations. Lucie Laurier, déjà connue en tant que comédienne et sceptique affichée de la sévérité de la Covid-19, prend la parole à des nombreuses manifestations. D'autres personnes comme Éric Duhaime, Josée Turmel et Frédéric Pitre, sont également à l'avant-plan de ces manifestations.
Parmi les corona sceptiques les plus influents, on compte les vidéastes web Alexis Cossette-Trudel et Jean-Jacques Crèvecœur, citoyen belge ayant émigré au Québec.

### Espagne

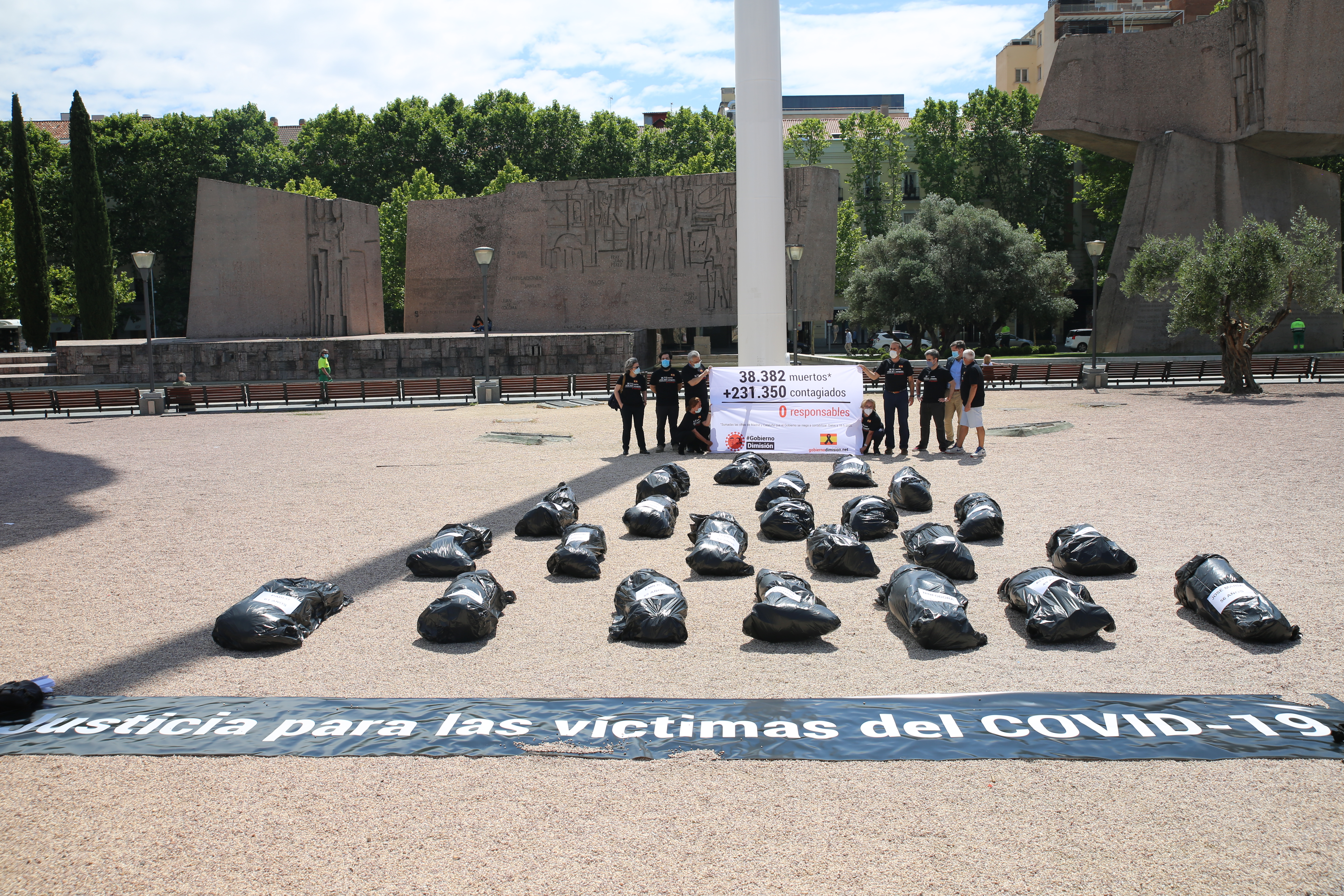
Action du mouvement HazteOir.org contre l'action du gouvernement espagnol durant le Covid, 2020.

Le 23 mai 2020, des milliers de personnes, pour la plupart des partisans du parti politique Vox, ont participé à des manifestations à Madrid et dans les capitales régionales du pays au sujet du confinement et de son impact sur l'économie espagnole. Les manifestants ont conduit des voitures en convois pour appliquer la distanciation physique, avec la manifestation de Madrid dirigée par un bus contenant le chef Vox Santiago Abascal. Abascal a appelé le gouvernement de Pedro Sánchez à démissionner pour avoir manipulé le virus.
Le 20 septembre 2020, des milliers de personnes ont manifesté dans toute la Communauté de Madrid pour demander la démission du gouvernement régional de Isabel Díaz Ayuso, après l'annonce de cette dernière deux jours plus tôt, un verrouillage partiel affectant 850 000 personnes vivant dans les zones les plus pauvres de la région, qualifié de « ségrégationniste » et encourageant « la stigmatisation, l'exclusion et la discrimination territoriale ». Les manifestations sont survenues au milieu des critiques croissantes de la gestion du virus par Ayuso comme « inefficace » et du fait que son gouvernement de coalition a « pataugé » dans sa tentative de s'opposer au gouvernement de Sánchez, alors que la région est devenue la zone la plus durement touchée dans toute l'Europe dans la deuxième vague de la pandémie avec de nombreux quartiers avoisinant ou dépassant 1 000 cas pour 100 000 habitants.
Les manifestations, qui comprenaient également des concentrations devant le siège du PSOE et des actions militantes au domicile de ministres comme José Luis Ábalos ou  Pablo Iglesias et Irene Montero, ont été soutenus par les secteurs de droite nationale, tant médiatique que politique, comme l'association HazteOir.org, la chaîne YouTube « État d'alarme » , le parti Vox, qui a accusé le gouvernement d'inaction, ou le président de la Communauté de Madrid Isabel Díaz Ayuso. Le PSOE, pour sa part, est allé jusqu'à accuser l'opposition d'être « déloyale ».

### France

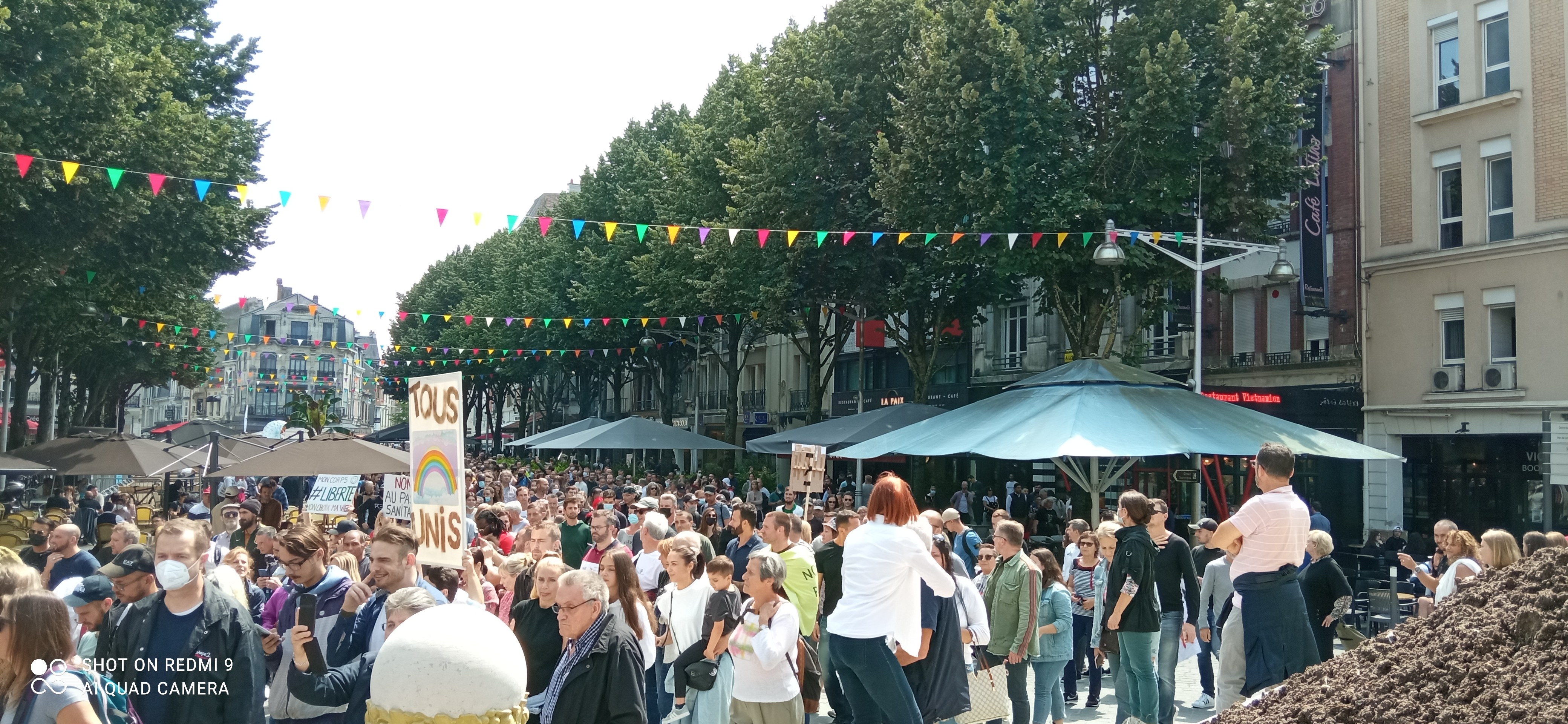
Juillet 2021, manifestation contre la proposition de généralisation du passe sanitaire en France.

Début 2021, Florian Philippot a appelé les Français à brûler leurs masques. Parmi les figures importantes du coronascepticisme français, on compte les vidéastes web Silvano Trotta, Thierry Casasnovas, Salim Laïbi et le blog FranceSoir.
Le philosophe et psychanalyste Michel Rosenzweig estime que « vivre masqué en permanence dans les espaces clos et à l’extérieur alors que ce virus circule à bas bruit est un non-sens total » et Bernard-Henri Lévy voit dans le port du masque obligatoire une « grande peur des bien-portants ».
Fin août 2020, juste avant la seconde vague, le professeur Jean-François Toussaint estime qu'il n'y a pas de raison d'être inquiet d'une reprise possible de la pandémie et critique la décision du gouvernement français de rendre le port du masque obligatoire à l'extérieur, lors d'un entretien sur la radio RFI.
Au printemps 2021 et jusqu'au début 2022, le mouvement des « Masques blancs » (popularisé en Belgique) réalise plusieurs actions dans des villes françaises,,,.
Ségolène Royal, ancienne candidate à la fonction présidentielle, bien que non opposée ouvertement aux recommandations concernant le port du masque, a précisé dans une interview parue sur le site du journal Le Point, le 29 août 2020 qu'il ne fallait pas aller « [...] par la crainte d'éventuels procès en inaction, vers une tyrannie hygiéniste », en se référant principalement au philosophe Bernard-Henri Lévy, auteur d'un livre sur ce sujet (Le virus qui rend fou, édité chez Grasset). L'ancienne ministre de l’Environnement ajoute également, au sujet de la politique sanitaire menée en France : « Quant à cette communication qui consiste à donner tous les jours le nombre de cas positifs, il faut la revoir très sérieusement. C'est une stratégie volontaire et malsaine pour faire peur aux gens, afin qu'ils se replient sur eux-mêmes. »
Jean-Luc Mélenchon, à l'occasion d'un déplacement près de Lille fin août, déclare que le gouvernement a « créé la pagaille » avec les masques.
Jean-Paul Brighelli et des collectifs de parents, dénoncent des dégâts supposément causés par l'obligation faite aux enfants (6-10 ans) de porter un masque à l'école à partir de septembre 2020,,,.
Dès 2021, Carlo Alberto Brusa est considéré comme une figure principale de la contestation au passe sanitaire avec Fabrice Di Vizio.
Le 13 mars 2025, l'association Viac19 organise une manifestation devant l'Agence nationale de sécurité du médicament (ANSM).

### Grande-Bretagne

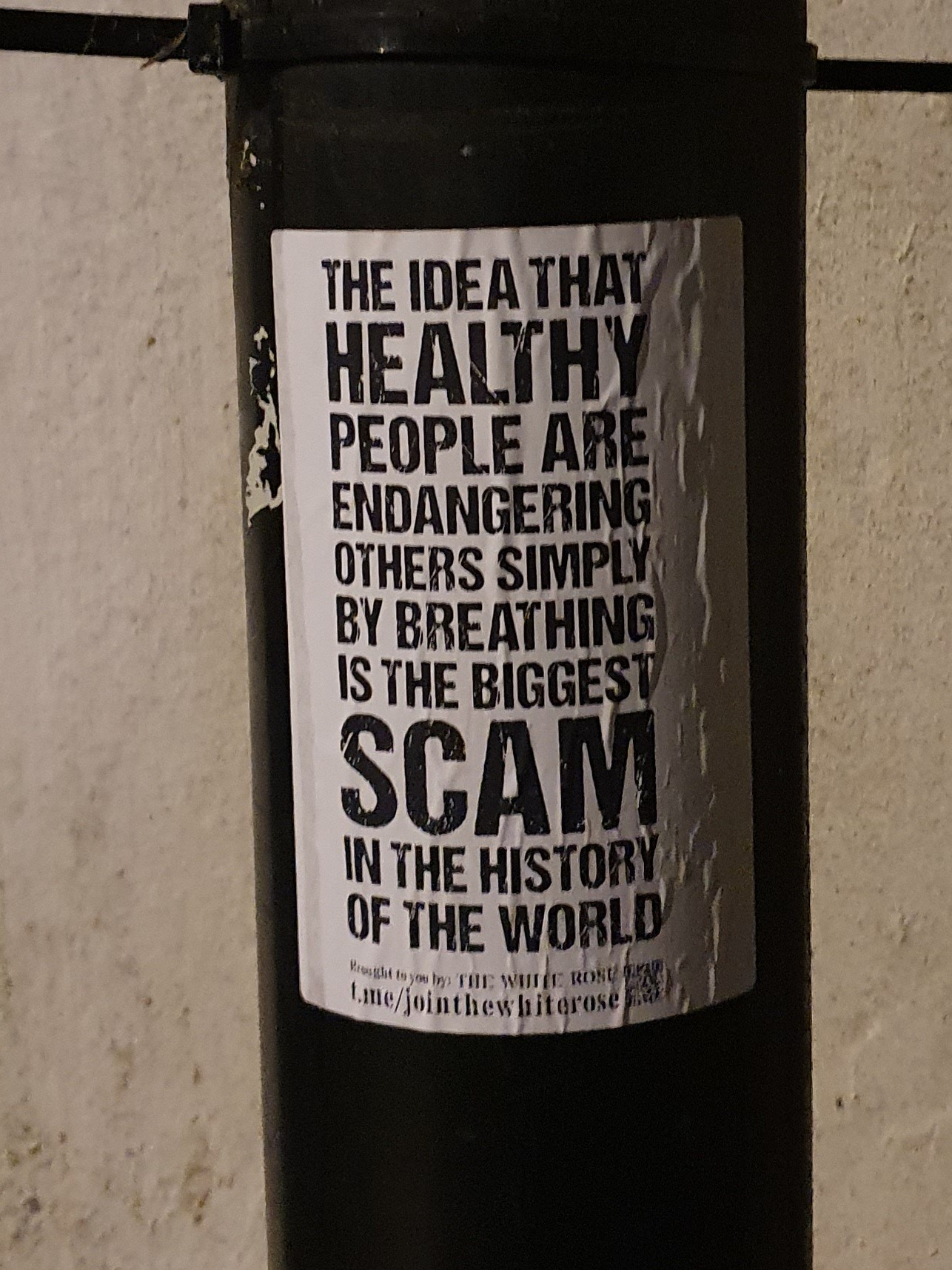
Autocollant de La Rose Blanche à Penzance (Royaume-Uni), 2021

Dès 2020, le mensuel The Light (journal) s'est illustré dans le mouvement d'opposition. Dès 2021, La Rose Blanche est un groupe qui mène une campagne de pose d'autocollants contredisant les autorités durant la pandémie.

### Hongrie
La police a dispersé des manifestants lors d'une manifestation organisée le 31 janvier 2021 à Budapest, au cours de laquelle des travailleurs du secteur de l'hôtellerie en difficulté ont invoqué la désobéissance civile et une révision des restrictions de fermeture.
Les organisateurs de la manifestation, qui s'est déroulée sur une place centrale de la capitale hongroise, ont appelé les restaurateurs à enfreindre les règles de la pandémie en ouvrant leur établissement aux clients lundi, au mépris des mesures strictes de lutte contre la pandémie qui limitent les restaurants et les cafés au service de plats à emporter.
La manifestation s'est déroulée parallèlement aux appels de plus en plus nombreux lancés par le secteur hôtelier hongrois en faveur d'une action gouvernementale, alors que le confinement du pays, qui a débuté le 11 novembre 2020, approchait trois mois. Le gouvernement hongrois a insisté sur le fait que seule une vaccination massive de la population pouvait mettre fin au confinement.

### Pays-Bas

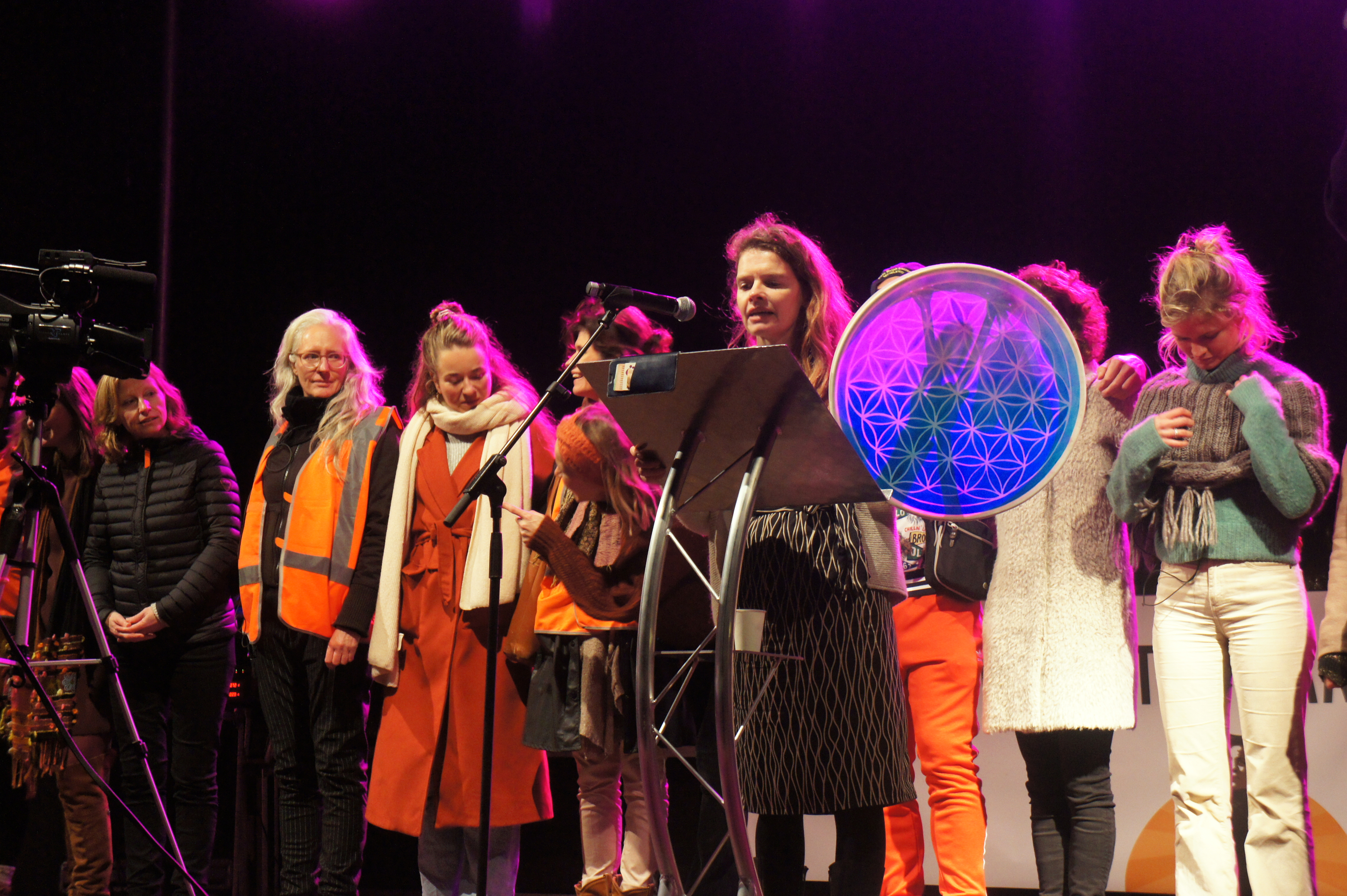
Lumière dans la nuit, Amsterdam, novembre 2020.

Les Pays-Bas, voisins de la Belgique, ont été secoués par des émeutes anti-couvre-feu au cours de la dernière semaine de janvier 2021. Mais les manifestants ont adopté une approche différente dimanche à Apeldoorn, sous le cri de ralliement « boire un café ensemble ».
Environ 400 personnes se sont dispersées pacifiquement dans la ville du centre des Pays-Bas après s'être rassemblées pour une manifestation autorisée dans un centre communautaire.
La police a ouvert le feu sur les manifestants lors des émeutes qui ont éclaté dans le centre-ville de Rotterdam autour d'une manifestation contre les restrictions liées au COVID-19, tard dans la nuit du 19 au 20 novembre. Le maire de la ville néerlandaise a parlé d'une « orgie de violence ».
La police a déclaré que deux émeutiers ont été hospitalisés après avoir été touchés par des balles et des enquêtes étaient en cours pour établir s'ils ont été visés par la police
Les agents ont arrêté 51 personnes, dont environ la moitié étaient des mineurs, a indiqué la police le 20 novembre. Un policier a été hospitalisé pour une blessure à la jambe subie lors des émeutes, un autre a été soigné par le personnel ambulancier et de nombreux autres ont subi des blessures mineures.

### Suisse

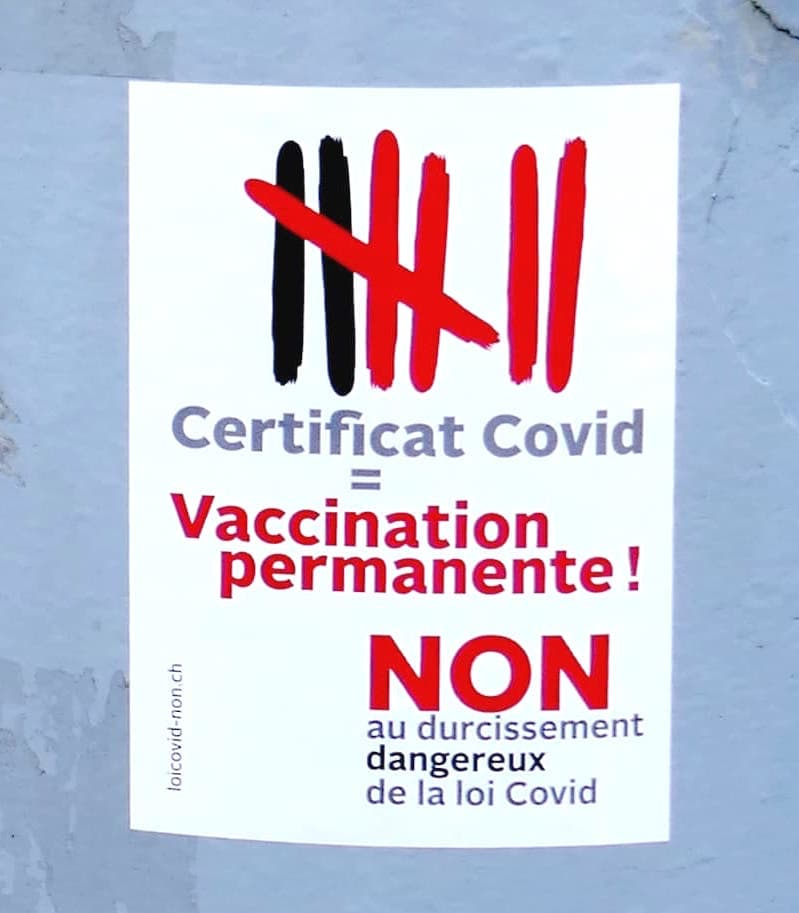
Opposition au certificat Covid en Suisse, autocollant à Genève.

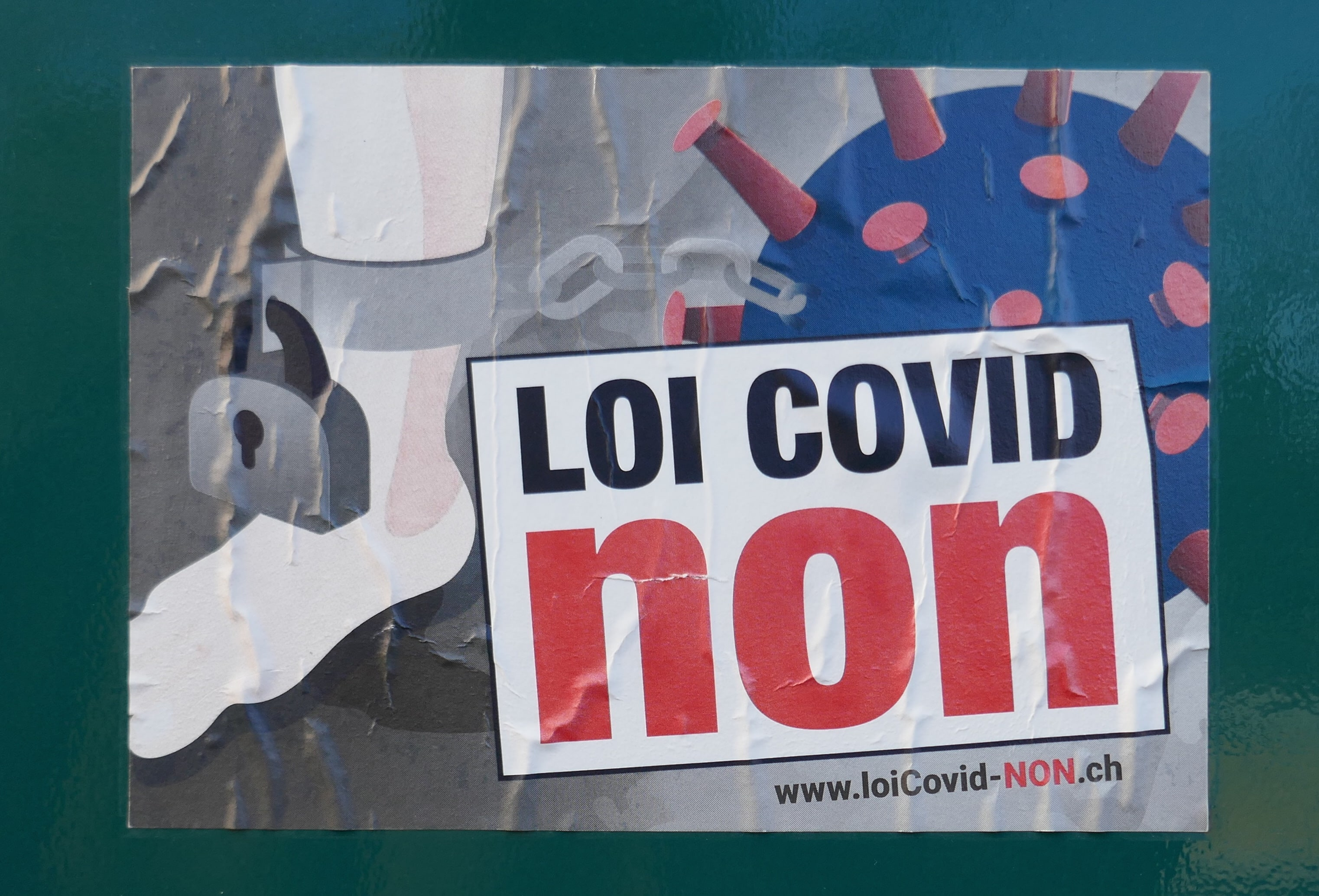
Opposition à la loi Covid en Suisse

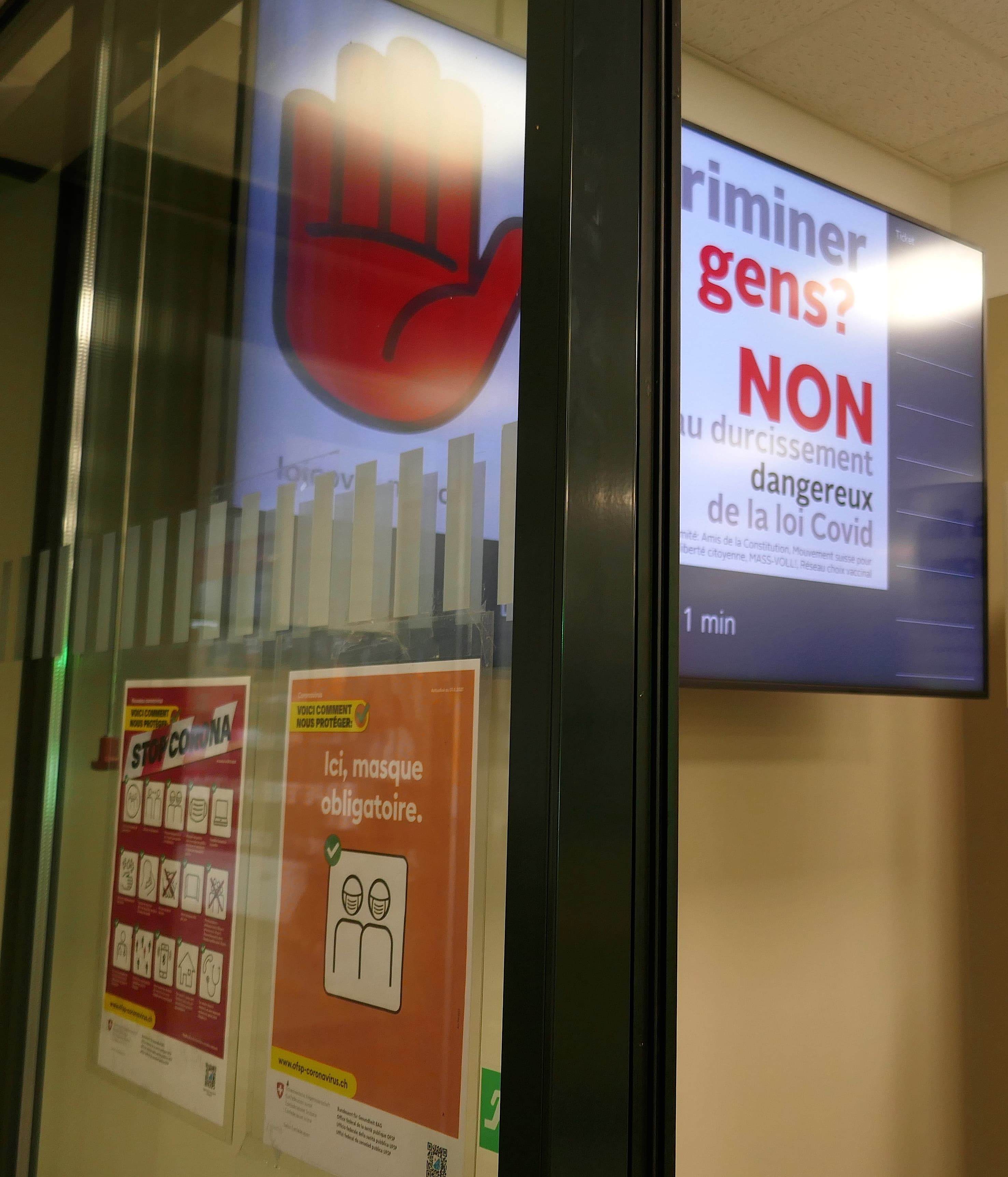
A gauche, affiches expliquant les normes sanitaires, à droite sur l'écran, publicité contre la loi Covid en 2021 au Petit-Lancy

Le mouvement des sonneurs de cloche Freiheitstrychler (« sonneurs de liberté ») naît peu après les premières mesures en 2020. Le 31 mai 2020, les Amis de la Constitution fondent symboliquement leur association en se réunissant sur la prairie du Grütli et attaquent par référendum la première loi urgente covid-19. Le 11 juin 2020, le député au Conseil cantonal de Zurich Urs Hahn est exclu de son parti, les Verts, pour s'être opposé à la thèse de la gravité de la pandémie. Le 12 septembre 2020, une manifestation contre les masques, les mesures de confinement ou les mensonges supposés des médias réunit un millier de personnes à Genève à la place des Nations, devant les Nations unies,. Les trois figures majeures d'opposition coronasceptiques en Suisse romande sont la vidéaste web Chloé Frammery, l’entrepreneuse et blogueuse Emanuela (Ema) Krusi, et le médecin Christian Tal Schaller avec François de Siebenthal et Astrid Stückelberger,. Les coronasceptiques et les opposants aux mesures de lutte contre la propagation du Covid-19 occupent de plus en plus l'Office fédéral de la police (Fedpol). Les menaces contre les fonctionnaires fédéraux sont en augmentation.
En janvier 2021, le conseiller national UDC Yves Nidegger s'oppose à la « dictature sanitaire ». À Liestal (Bâle-Campagne), 8 000 personnes manifestent le 20 mars 2021 contre les mesures anti-Covid en vigueur tandis qu’à Berne la police stoppe une manifestation pour les mêmes causes. À la suite de ces manifestations, le mouvement #NoLiestal se lève sur les réseaux digitaux à fin de dénoncer et contrer les initiatives d'agglomération des coronasceptiques en Suisse,.
Dès 2021 le collectif de policiers Wir für Euch (« Nous pour vous ») s'oppose aux mesures sanitaires jugées abusives et à leur application par les polices cantonales,.
Simone Machado Rebmann a fait sensation car elle était l'une des rares personnalités politiques de gauche en Suisse à participer à des manifestations contre les mesures de protection. Leurs critiques visaient particulièrement le passeport sanitaire et le danger associé à la surveillance et à l'orientation des personnes[pas clair],.Elle a déposé plainte avec succès contre l'interdiction de fait de manifestation de rue que le canton de Berne avait imposée de novembre 2020 à avril 2021. En octobre 2021, elle a été co-organisatrice d'une manifestation d'opposition aux mesures covid à Berne.
En Suisse alémanique, le mouvement Mass-Voll! de Nicolas Rimoldi s'est fait connaître par son oppositions aux mesures sanitaires et se transforme par la suite en parti politique présentant des candidats aux élections fédérales de 2023.
En 2022, un banquier d'investissement et producteur de cinéma suisse, Pascal Najadi, dépose plainte contre Alain Berset, lui reprochant d'avoir menti en disant qu'avec le certificat Covid, on pouvait montrer qu’on n’est pas contagieux. Selon lui, ce passeport sanitaire covid aurait contribué à créer une société à deux vitesse ce qui serait contraire à la Constitution de la Suisse.
En 2023, plusieurs associations (dont le mouvement Mass-Voll et le Mouvement fédératif romand) déposent un troisième référendum contre une nouvelle prolongation de la loi Covid-19. La prolongation est toutefois adoptée par une large majorité en votation populaire.
Le cinéaste Daniel Künzi participe à une manifestation contre la loi Covid en 2021 à Genève et sort en 2024 un film documentaire Totalitarisme helvétique?! sur le sujet.
Déposée en 2022, une plainte de 10 000 personnes réclamant 1 franc de dommage-intérêt pour les mesures sanitaires échoue devant le Tribunal fédéral en 2024.
En 2024, soit un an après son départ du Conseil fédéral, le ministre Ueli Maurer critique sévèrement les mesures de lutte contre la pandémie prises par ce même Conseil fédéral,.

## Dans la culture populaire
- Mysa, Dystopie-19
- Kimto Vasquez, Kovidizm 2022
- HK, Danser encore[120]
- Damien Saez, Enlève ton masque, La Chanson du vieux réac[121].
- Keny Arkana, Violence masquée et Boussole